# Giovanni Boggi
Giovanni Boggi (né après 1770 à Crémone et mort en 1832 à Milan) est un dessinateur et graveur italien au burin et au pointillé.

## Biographie

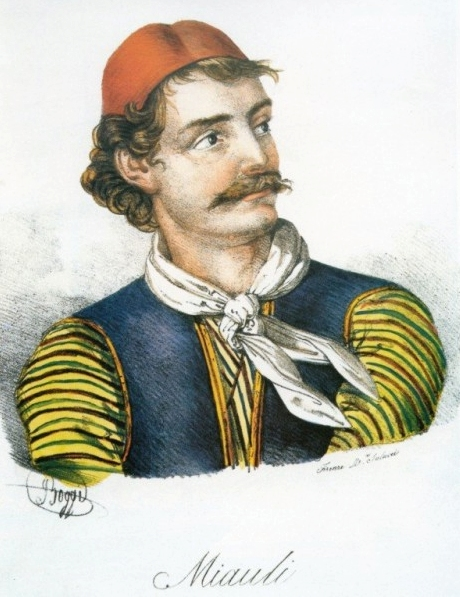
Andreas Miaoulis

Giovanni Boggi naît après 1770 à Crémone.
Il étudie à Milan sous la direction de Vincenzio Vangelisti. Il travaille de 1804 à 1810 et grave des plaques pour une réimpression du Trattato della pittura de Léonard de Vinci (Milan, 1804).
Plusieurs de ses œuvres sont exposées à la Bibliothèque Nationale, à Paris. Il est particulièrement connu pour ses portraits d'importantes personnalités grecques, en particulier de la Guerre d'indépendance grecque, dont Markos Botzaris, un capitaine souliote et Theódoros Kolokotrónis (1825). Il réalise également des portraits de Francesco Algarotti et de Luigi Lanzi.
Il meurt en 1832 à Milan.